# Сололаки
Сололаки (груз. სოლოლაკი, до XIX века на плане Тбилиси царевича Вахушти Багратиони и в его «Истории царства Грузинского» назывался სალალაკი — Салалаки от груз. სალი — крутой обрыв) — исторический район в центре Тбилиси.
Расположен между горой Мтацминда и Сололакским хребтом, на западе от Старого Тбилиси, к югу от правительственного района Мтацминда.

## История
Первоначально — пригород вне городских укреплений. Ныне сокровищница грузинской архитектуры XIX века.
Название району (в переводе означающее «канал», «акведук»), предположительно, дали из-за многочисленных водоводов, орошающих разбитые здесь сады. 
Интенсивная застройка местности началась во второй половине XIX века. Высокие грунтовые воды удалось отвести перекрыв овраг и протекающую по нему реку Аванаатхеви кирпичным коллектором. Прокладка улиц и выделение участков под застройку осуществлялась по разработанному плану, предопределившему прямоугольное членение района на кварталы. В путеводителе 1899 года Сололаки назван лучшим городским районом.
Заселялся, в основном, состоятельными грузинами-аристократами, армянами.

## Достопримечательности

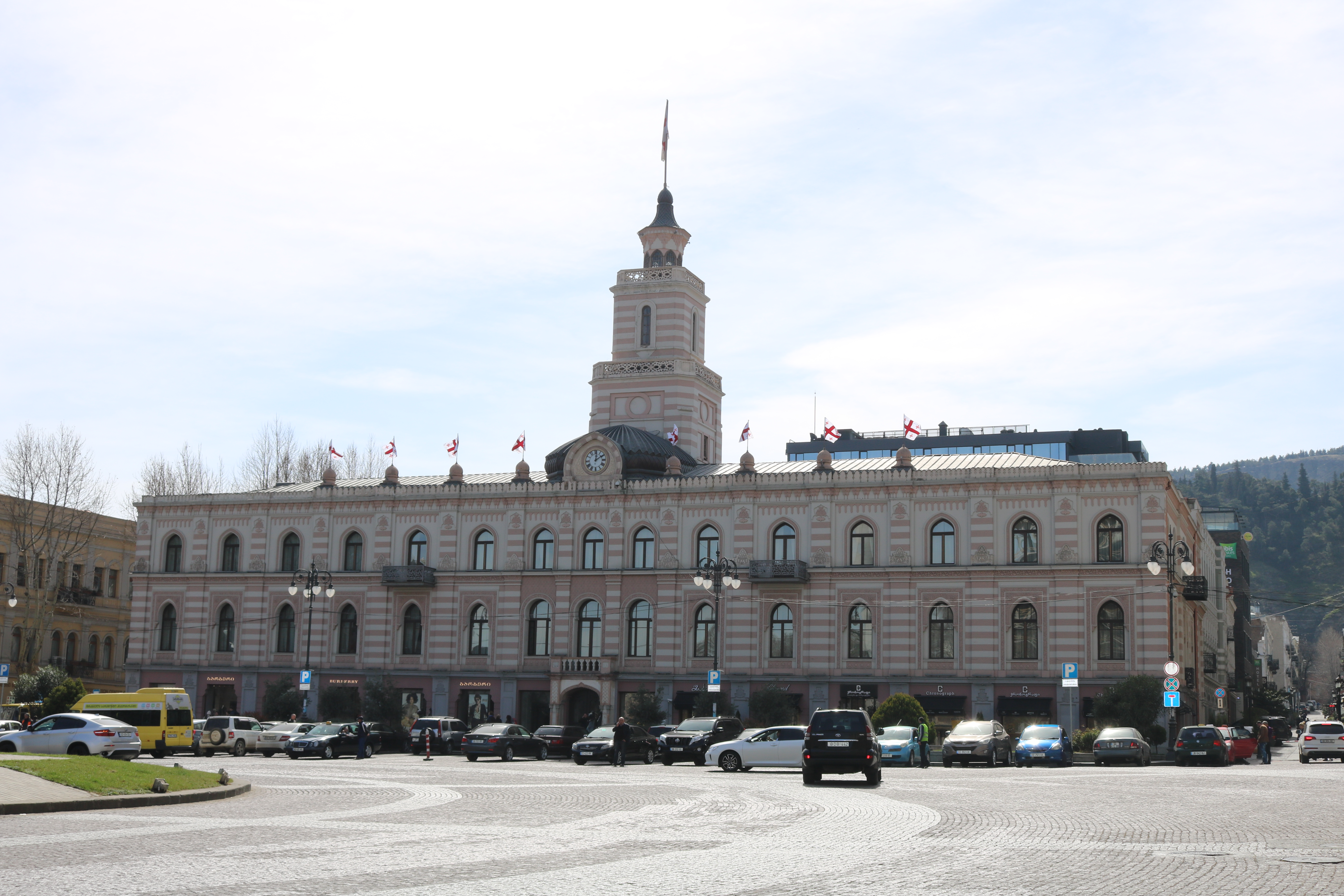
Бывшее здание мэрии

- ул. Кикодзе, 11 — «Итальянская вилла» (1914, архитектор Тер-Микелов), принадлежал купцам братьям Александру и Аркадию (Аршаку) Миловым

- ул. Г. Табидзе, 3-5 — бывший доходный дом Манташева (до 1917 года считался самым большим домом в Тифлисе, архитектор Г. А. Сарксян)

- ул. Ладо Асатиани, 50 — бывшее Манташевское училище

- ул. Мачабели, 17 — бывший дом Калантарова[3][4]
- Католический собор Вознесения Господня
- Музей денег Грузии
- Музей Смирновых
- Дом писателей Грузии
- Пешеходная, ресторанная улица Галактиона Табидзе

## Известные жители
- ул. Коджорская, 15 — поэт Сергей Есенин (1924—1925, мемориальная доска)[5][6][7]
- ул. Амаглеба, 18 — армянский поэт, писатель и общественный деятель Ованес Туманян (мемориальная доска)
- ул. Кикодзе, 9 — крупный нефтепромышленник Александр Манташев
- ул. Котэ Месхи — советский кинорежиссёр армянского происхождения Сергей Параджанов